# 조너선 뱅크스
조너선 뱅크스(영어: Jonathan Banks, 1947년 1월 31일 ~ )는 미국의 배우이다.

## 출연 작품

### 영화
- 폭소 감방 (1980)
- 프리잭 (1992)
- 치욕의 대지 (2017)
- 커뮤터 (2018) - 월트 역
- 인크레더블 2 (2018) - 목소리
- 레드배드 (2018)

### 텔레비전
- 브레이킹 배드 (2009-12)